# Московский институт электромеханики и автоматики
ПАО «Московский институт электромеханики и автоматики» (МИЭА) — российское предприятие по разработке авиационных приборов, систем навигации и управления.

## История
Свою историю Московский институт электромеханики и автоматики ведёт от ОКБ при заводе № 923, созданного в Москве в 1951 году для выпуска автопилотов и систем автоматического управления для новых самолётов и ракет.
Острая необходимость в расширении фронта работ по разработке и внедрению новейших гироскопических приборов и систем автоматического управления, вызванная бурным прогрессом авиационной техники, вызвала к жизни решение Министерства авиационной промышленности СССР о преобразовании завода № 923 из серийного в опытный и формировании при нём ОКБ-923. В последующие годы ОКБ-923 обрело самостоятельность и было преобразовано в НИИ-923.
Начиная со второй половины 1950-х годов в ОКБ-923 — НИИ-923 были созданы автопилот для ЗУР В-758, системы автоматического управления для крылатых ракет КСР-11 и КСР-2, автопилоты АП-6 для бомбардировщика Ту-16 и пассажирского самолёта Ил-18 и автоматическая система управления для легендарного сверхзвукового лайнера Ту-144. В 1966 г. НИИ-923 получил открытое наименование — Московский институт электромеханики и автоматики (МИЭА). В 1970—1980-е годы в МИЭА были созданы и внедрены в серийное производство навигационно-пилотажные астроинерциальные комплексы для самолётов Ту-142, Ту-95 МС и Ту-160, разработаны опытные образцы астроинерциальных систем для ударного самолёта Т-4 и воздушно-космического летательного аппарата «Спираль», комплексы пилотажного оборудования для Ан-124 «Руслан» , Ан-225, навигационно-пилотажные комплексы для А-50 и самолёта-амфибии А-40. Штурвальными и автоматическими системами управления, созданными в МИЭА, оснащались пассажирские самолёты Ту-134, Ил-86, Ту-154. В конце 1980-х годов здесь было создано новое поколение бортового оборудования для самолётов Ту-204, Ил-96-300 и Ан-70. В начале 2000-х годов специалистами МИЭА была разработана авионика для самолётов Як-130, Ан-148, Ту-204СМ и Су-35.
В 1994 году МИЭА был акционирован и вошёл в качестве головного института в состав одной из первых в российском авиаприборостроении вертикально-интегрированных структур — холдинговую компанию «Авиаприбор-холдинг», возглавил её Сергей Павлович Крюков.
В 2009 года АО МИЭА вошло в состав Концерна «Авиаприборостроение» — авиаприборостроительного субхолдинга Госкорпорации «Российские технологии».
В настоящее время коллектив учёных и конструкторов АО «МИЭА» активно работает над перспективными проектами авионики, а также участвует в модернизации бортового оборудования для ряда летательных аппаратов государственной и коммерческой авиации.

## Разработки
Основная деятельность МИЭА сосредоточена на трёх направлениях разработки:
- автономные и корректируемые инерциальные навигационные системы
- системы штурвального, электродистанционного и автоматического управления полётом
- вычислительные системы для навигации и самолётовождения

Основные направления деятельности МИЭА на 2011—2013 годы:
- НИОКР в области гражданской авиации:
  - комплекс бортовой аппаратуры на основе интегрированной модульной авионики (ИКБО ИМА)
  - авионика для пассажирского самолёта МС-21
  - авионика для пассажирского самолёта Ан-158
  - авионика для пассажирского самолёта Ту-204СМ
  - авионика для многоцелевого вертолёта Ка-226
- НИОКР в области военной авиации:
  - авионика для военно-транспортного самолёта Ан-70
  - авионика для многоцелевого истребителя Су-57
  - авионика для стратегического бомбардировщика Ту-95МСМ
  - авионика для стратегического бомбардировщика Ту-160
  - авионика для военно-транспортного самолёта Ил-476
  - авионика для самолёта радиотехнической разведки «изделие 17»
  - авионика для учебно-боевого самолёта Як-130
  - авионика для самолёта ДРЛОиУ А-100
- Поставка серийных образцов:
  - авионика для пассажирского самолёта Ан-148
  - авионика для пассажирских самолётов Ту-204СМ, Ту-214
  - авионика для пассажирского самолёта Ил-96
  - авионика для учебно-боевого самолёта Як-130
  - авионика для многоцелевых истребителей Су-35С, Су-57

## Собственники и руководство

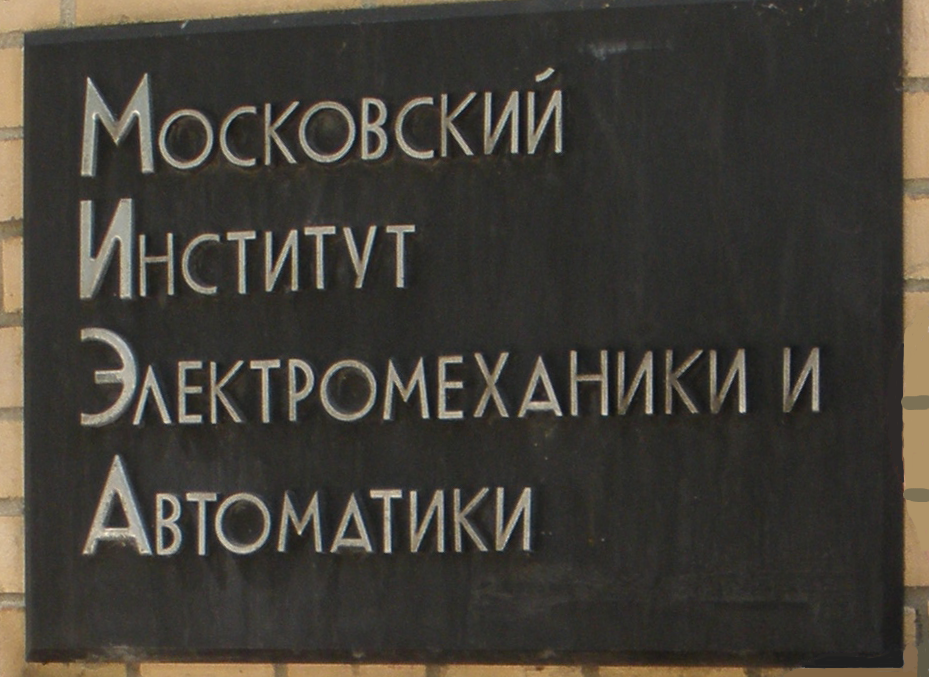
Табличка с названием института возле проходной

Основные акционеры компании на конец 2011 года:
- ГК «Ростехнологии» — 34 %
- ОАО Холдинговая компания «Авиаприбор — Холдинг» — 20 %
- ЗАО «Авиаприбор — Инвест» — 6,47 %
- ЗАО «Авиаприбор» — 5,08 %

По состоянию на 31 марта 2012 года в состав совета директоров МИЭА входили:
- Зураб Абутидзе — председатель совета директоров (генеральный директор ОАО Холдинговая компания «Авиаприбор — Холдинг», ЗАО «Авиаприбор»)
- Рубен Антонян — исполнительный директор
- Николай Голованов — заместитель генерального директора по НИОКР
- Алексей Кузнецов — генеральный директор — генеральный конструктор
- Николай Макаров (генеральный директор ОАО «Ульяновское конструкторское бюро приборостроения»)
- Александр Рубан (начальник отдела Департамента корпоративных процедур и инновационного развития ГК «Ростехнологии»)
- Александр Черных (заместитель генерального директора по стратегии, инновациям и развитию ОАО «Концерн „Авиаприборостроение“»)